# Ruillé-sur-Loir

Ruillé-sur-Loir este o comună în departamentul Sarthe, Franța. În 2009 avea o populație de 1,175 de locuitori.